# Nephila clavipes
Nhện chuối (danh pháp hai phần: Nephila clavipes) là một loài nhện thuộc nhện Nephilidae phân bố ở Bắc Mỹ và Nam Mỹ, ở Hoa Kì người ta gọi chúng là nhện chuối hay nhện khổng lồ hay nhện ăn rắn, là loài nhện được xem là một trong những loài nhện lớn nhất trên thế giới.

## Đặc điểm
Chúng là loài lưỡng hình dị tính, con cái có kích thước lớn hơn con đực. Chúng là loài nhện có nọc độc và chân dài. Những con nhện Nepila đực chăm sóc cho bạn đời khi chúng mệt mỏi bởi vì khi những con cái không giữ được bình tĩnh, chúng sẽ xé xác con đực ngay lập tức hoặc cuốn xác con đực để ăn.
Nhện Nephila là khả năng giăng những mạng rất dày và kiên cố để săn mồi. Chiều dài của mỗi mạng nhện có thể lên tới gần 2 m. Những con côn trùng nhỏ khi vướng phải thường không thể thoát khỏi mạng nhện của chúng. Thậm chí những con rắn nhỏ hay chim cũng trở thành con mồi của chúng. Vì thế, người ta còn gọi chúng là loài nhện ăn rắn. 